# Mecidea minor
Mecidea minor är en insektsart som beskrevs av Ruckes 1946. Mecidea minor ingår i släktet Mecidea och familjen bärfisar. Inga underarter finns listade i Catalogue of Life.